# Jonas Alver
Jonas Alver (6. lipnja 1973.) norveški je black metal-basist. Najpoznatiji je kao basist sastava Emperor i Dødheimsgard.

## Diskografija
- Dødheimsgard – Monumental Possession (1996.)
- Emperor – Reverence (1997.)
- Emperor – Anthems to the Welkin at Dusk (1997.)